# Остеобласт
Остеобла́сты (от др.-греч. ὀστέον — «кость» + др.-греч. βλάστη — «росток, отпрыск, побег») — молодые клетки костной ткани (диаметром 15-20 мкм), которые синтезируют межклеточное вещество — матрикс. По мере накопления межклеточного вещества остеобласты замуровываются в нём и становятся остеоцитами. Остеобласты богаты элементами зернистой эндоплазматической сети, рибосомами, имеют хорошо развитый комплекс Гольджи. Их многочисленные отростки контактируют между собой и с отростками остеоцитов. Вспомогательной функцией остеобластов является участие в процессе отложения солей кальция в межклеточном веществе (кальцификации матрикса) благодаря высокому содержанию щелочной фосфатазы, что свидетельствует о высокой синтетической активности остеобластов. При этом происходит образование полостей (лакун), в которых они и залегают, превращаясь в остеоциты.
Остеобласты возникают из мезенхимальных стволовых клеток. По форме остеобласты делятся на три группы: кубические, пирамидальные и угловатые (многоугольные).
В сформировавшейся кости остеобласты встречаются только в местах разрушения и восстановления костной ткани, тогда как в развивающейся кости они непрерывным слоем покрывают почти всю поверхность формирующейся костной балки. Остеобласты располагаются вокруг первичных костных перекладин, образованных коллагеновыми волокнами. Оказавшись между ними, многие остеобласты замуровываются в межклеточном веществе и становятся остеоцитами. Так возникает костная ткань.
Остеобласты также в большом количестве находятся в надкостнице и в эндосте.
Остеобласты отделяют кость от внеклеточной жидкости. Фосфат и кальций из костной ткани  не могут в нее перемещаться пассивной диффузией, потому что плотные остеобластные соединения изолируют внутреннее пространство кости. Кальций транспортируется через остеобласты пассивным транспортом (то есть транспортерами, которые не нагнетают кальций против градиента). Напротив, фосфат активно перемещается сочетанием секреции фосфатсодержащих соединений, включая АТФ расщепления фосфата фосфатазами на фронте минерализации. Щелочная фосфатаза — это мембранный белок, который является характерным маркером остеобластов, он находится в больших количествах на апикальной (секреторной) поверхности активных остеобластов.
В замкнутой системе при минерализации накапливается фосфорная кислота, быстро понижая рН и останавливая дальнейшее выпадение осадка. Хрящ не препятствует диффузии, поэтому кислота рассеивается, что позволяет осадку выпадать. В остеоне, где матрикс отделен от внеклеточной жидкости плотными соединениями, этого не происходит. В контролируемом закрытом отсеке удаление H+ приводит к выпадению осадка в широком диапазоне внеклеточных условий, если кальций и фосфат доступны в отсеке матрикса. Остеобласты обладают способностью к обмену Na+ / H+ через обменники Na/H, NHE1 и NHE6. Этот обмен Н+ является основным способом удаления кислоты, хотя механизм, с помощью которого Н+ переносится из матричного пространства в барьерный остеобласт, неизвестен.
Остеобласты также соединены щелевыми контактами, что позволяет клеткам в одной когорте функционировать совместно. Это было продемонстрировано путем введения флуоресцентных красителей с низким молекулярным весом в остеобласты; показано, что краситель диффундирует в окружающие и более глубокие клетки в костных блоках. Десмосомы также соединяют более глубокие слои клеток с поверхностным слоем. Кость состоит из многих таких блоков, которые разделены непроницаемыми зонами без клеточных соединений, называемых цементными линиями.